# Franz Himstedt
Franz Himstedt (* 12. Juli 1852 in Braunschweig; † 7. Januar 1933 in Freiburg im Breisgau) war ein deutscher Physiker.

## Leben und Werk
Himstedt besuchte von 1864 bis 1868 das Günthersche Privatinstitut in Braunschweig und von 1869 bis 1872 das dortige Martino-Katharineum. Nach einem Physikstudium promovierte er 1875 in Göttingen bei Eduard Riecke mit der Arbeit Über die Schwingungen eines Magneten unter dem Einfluss einer Kupferkugel. Er war danach zwei Jahre als Lehrer an seinem ehemaligen Braunschweiger Gymnasium tätig, habilitierte sich anschließend an der Universität Göttingen und wurde dort 1878 Privatdozent. Zwei Jahre später wechselte er an die Albert-Ludwigs-Universität Freiburg, wo er später einen Lehrstuhl übernahm. Nach einem Wechsel 1889 an die Universität Gießen, wo er Nachfolger von Wilhelm Conrad Röntgen wurde, kehrte er schließlich 1895 nach Freiburg zurück. Während seiner Lehrtätigkeit ließ er sich nach den Plänen des Gießener Architekten Hans Meyer seine Villa an der Gartenstraße 22 in Gießen errichten.
Sein Forschungsgebiet waren hauptsächlich die Elektrodynamik und Elektrostatik. Von 1922 bis 1924 war er Präsident der Deutschen Physikalischen Gesellschaft. 1888 wurde Himstedt zum Mitglied der Leopoldina berufen. Seit 1909 war er außerordentliches Mitglied der Heidelberger Akademie der Wissenschaften.
Er war Geheimer Rat und erhielt 1922 die Ehrendoktorwürde durch die Technische Hochschule Karlsruhe.